# التذبذب العقدي للمحيط الهادئ

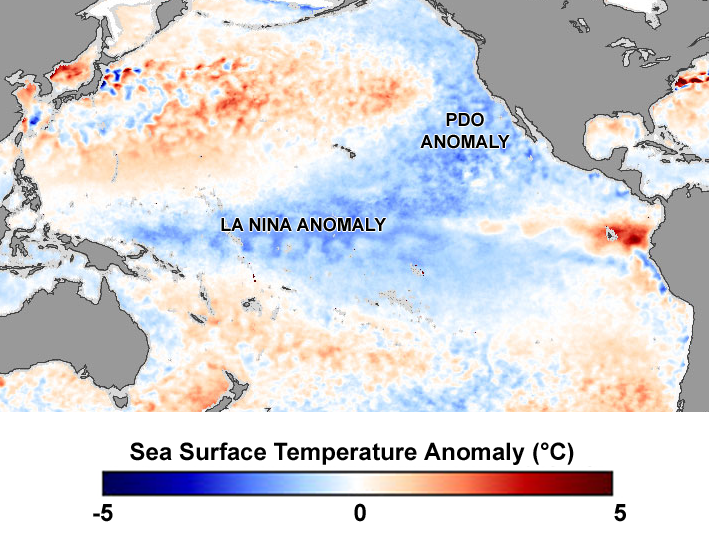

يُعد التذبذب العقدي للمحيط الهادئ نمطًا قويًا متكررًا لتقلبات المناخ في الغلاف الجوي للمحيط التي تتركز على دوائر العرض المتوسطة لحوض المحيط الهادئ. يكشف التذبذب العقدي للمحيط الهادئ عن المياه السطحية الدافئة أو الباردة في المحيط الهادئ، 20 درجة شمالًا. على مدى القرن الماضي، تباينت سعة هذا النمط المناخي بشكل غير منتظم في النطاقات الزمنية (بمعنى الفترات الزمنية لبضع سنوات إلى الفترات الزمنية لعقود متعددة). هناك دليل على التغيرات في القطبية السائدة (بمعنى التغيرات في المياه السطحية الباردة مقابل المياه السطحية الدافئة داخل المنطقة) من التذبذب الذي حدث في أعوام 1925 و1947 و1977، توافق آخر تغيرين مع التحولات المفاجئة في أنظمة إنتاج السلمون في شمال المحيط الهادئ. يُؤثر هذا النمط المناخي أيضًا على درجات حرارة الهواء الساحلي والقاري السطحي من ألاسكا إلى كاليفورنيا.
خلال المرحلة «الدافئة» أو «الإيجابية»، يصبح غرب المحيط الهادئ أكثر برودة وجزءًا من المناطق الشرقية الدافئة التابعة للمحيط أثناء المرحلة «الباردة» أو «السلبية»، يحدث النمط العكسي. أطلق ستيفين آر. هار اسم التذبذب العقدي للمحيط الهادئ على هذا النمط، إذ لاحظ ذلك أثناء دراسة نتائج إنتاج سمك السلمون في عام 1997.
يُعد مؤشر التذبذب العقدي للمحيط الهادئ بمثابة المهمة التجريبية الرائدة للعيوب الشهرية لدرجة حرارة سطح البحر فوق شمال المحيط الهادئ (نحو القطب 20 درجة شمالًا) بعد إزالة متوسط درجة حرارة سطح البحر العالمي. مؤشر التذبذب العقدي للمحيط الهادئ هو السلاسل الزمنية المكونة الرئيسة الموحدة. جُدد «مؤشر» التذبذب العقدي للمحيط الهادئ بقدر ما يعود إلى عام 1661 من خلال التسلسل الزمني لتحديد أعمار الأشجار في منطقة باجا بولاية كاليفورنيا.

## الآثار

### درجة الحرارة وهطول الأمطار
يشبه النمط والتأثير المكاني للتذبذب العقدي للمحيط الهادئ التأثيرات المرتبطة بأحداث التذبذب الجنوبي لظاهرة النينيو. خلال المرحلة الإيجابية، يصبح قاع جزر ألوتيان عميقًا في فصل الشتاء ويتحول جنوبًا، ينتشر الهواء الدافئ/ الرطب على طول الساحل الغربي لأمريكا الشمالية ودرجات الحرارة أعلى من المعتاد من شمال غرب المحيط الهادئ إلى ألاسكا ولكن دون المعدل الطبيعي في المكسيك وجنوب شرق الولايات المتحدة.
هطول الأمطار في فصل الشتاء أعلى من المعتاد في سلسلة ساحل ألاسكا والمكسيك وجنوب غرب الولايات المتحدة ولكنه انخفض على كندا وشرق سيبيريا واستراليا.
تتأثر الرياح الموسمية الآسيوية أيضًا، ويُلاحظ ارتفاع سقوط الأمطار وانخفاض درجة حرارة في فصل الصيف على شبه قارة الهند خلال المرحلة السلبية.